# هوجو
هوجو (به لاتین: Hücü) یک منطقه مسکونی در جمهوری آذربایجان است که در شهرستان لریک واقع شده است. هوجو ۱۲۰ نفر جمعیت دارد.

## ریشه واژه
هو در زبان تالشی به‌معنی زمین پهن یا گسترده و یا جایگاه است و جو همان جوی آب و هوجو یعنی مکانی که در آن جوی آب است و آب جریان دارد.